# Anita-Dolores Barthélemy
Anita-Dolores Barthélemy, geb. Hahn (* 1949) ist eine ehemalige deutsche Nationalspielerin in der Boulespiel-Sportart Pétanque im Deutscher Boccia-, Boule- und Pétanque-Verband e.V. Sie ist mehrfache deutsche Meisterin und war Teilnehmerin bei Europa- und Weltmeisterschaften.

## Karriere
Anita-Dolores Barthélemy begann Anfang der 1990er Jahre mit dem Boulespielen. Sie wurde mehrfach in den Nationalkader berufen. Sie spielt aktuell für den TSV Badenia Feudenheim und trat davor für den 1. BC Schwetzingen, die PLP Sandhausen, die TSG Weinheim-Lützelsachsen in der Pétanque-Bundesliga 2008, den TV Waldhof Mannheim und für die Heidelberger BS an.
Sie ist Rechtshänderin und spielt bevorzugt die Spielposition Tireur.
Barthélemy war Teilnehmerin bei den Weltmeisterschaften 1994 und den Europameisterschaften 2016. Bei den Europameisterschaften 2011 der Veteranen (Ü55) wurde sie Europameisterin.
2013 schoss sie bei den Baden-Württembergischen Landesmeisterschaften im Wettbewerb Tir de Precision mit 52 von 100 möglichen Punkten eine neue deutsche Bestmarke für Frauen. Der internationale Rekord für Frauen beträgt 57 Punkte (durch die Französin Cindy Peyrot). Die deutsche Bestmarke hält Manuel Strokosch mit 58 Punkten.

## Erfolge als Spielerin
(Quelle)

### International
- 1994: Teilnahme an der Weltmeisterschaft[7]
- 2011: 1. Platz Europameisterschaft Triplette Ü55 (EURO-Veteran) zusammen mit Klaus Eschbach, Rolando Jecle und Hilmar Lißner
- 2016: Teilnahme an der Europameisterschaft[8]

### National
- 1992: 3. Platz Deutsche Meisterschaft Doublette zusammen mit Jean-Claude Barthélemy
- 2007: 1. Platz Deutsche Meisterschaft Triplette Frauen zusammen mit Marita Gebhard und Julia Würthle
- 2008: 3. Platz Deutsche Meisterschaft Triplette Ü55 zusammen mit Thomas Fritzsche und Wolfgang Krämer
- 2017: 2. Platz Deutsche Meisterschaft Triplette Frauen zusammen mit Annet Sturz und Natascha Denzinger[9]
- 2019: 1. Platz Deutsche Meisterschaft Tireur Frauen[10][11]
- 2021: 2. Platz Deutsche Meisterschaft Tireur Frauen
- 2023: 1. Platz Deutsche Meisterschaft Triplette Frauen zusammen mit Ildiko Szabo und Sabrina Detant
- 2024: 3. Platz Deutsche Meisterschaft Tireur Frauen

## Privates
Anita-Dolores Barthélemy ist deutsch-mexikanischer Abstammung, wohnt in Heidelberg und ist verwitwet. Ihre Zwillingsschwester spielt ebenfalls erfolgreich Boule und errang zwei Vize-Titel bei Deutschen Meisterschaften. 